# Chacasina
La chacasina es una variedad de papa obtenida en el Perú en 1995 para permitir el uso de semillas botánicas de producción económica como plantas (en forma de pequeños tubérculos) libres de enfermedad. Su nombre hace referencia a la ciudad ancashina de Chacas, donde fue desarrollada gracias a la colaboración conjunta entre el sacerdote italiano Ugo de Censi y el Centro Internacional de la Papa.
Esta variedad es un híbrido resultante del cruce entre la variedad Yungay, obtenida en 1971, elogiada por sus cualidades culinarias y con un clon creado por el Centro Internacional de la Papa(CIP), seleccionado por sus cualidades agronómicas (alta productividad , precocidad y resistencia al moho). Su creación se debió a la colaboración entre el sacerdote italiano Ugo de Censi y las comunidades campesinas de Chacas, como parte de un programa de la Operación Mato Grosso. La producción de semillas se ve facilitada por la polinización cruzada simplemente obtenidas por cultivo lado a lado las dos líneas, la madre, Yungay, macho estéril y el clon-padre que es un prolífico productor de polen.
Esta variedad ha dado resultados excepcionales en zonas de gran altitud afectados por sequía provocada por el fenómeno El Niño y los ataques del moho. Fue lanzado con la ayuda de la CIP en muchas partes del Perú.

## Origen genético
Chacasina se originó a partir de un cruce entre la variedad local Yungay muy popular en los Andes, y una línea central seleccionada por el Centro Internacional de la papa (CIP) para la resistencia al tizón de la papa.
Yungai, creado en 1971 en el marco del "Programa de la papa" de la Universidad Nacional Agraria La Molina (UNALM), también es el resultado de un cruce híbrido entre un local (subespecie Solanum tuberosum sp. andigena linaje) y americano (subespecies Solanum tuberosum sp. tuberosum)